# Persone di nome Florian/Calciatori
| Questa pagina contiene informazioni ricavate automaticamente dalle voci biografiche con l'ausilio del template Bio e di un bot. L'aggiornamento è periodico e automatico e ricostruisce completamente la pagina. Se manca una persona in questa lista, sei pregato di non aggiungerla, ma accertati piuttosto che la sua voce biografica contenga il template Bio e che i dati anagrafici siano correttamente compilati. Se il template Bio manca, inseriscilo tu stesso o, in alternativa, metti l'avviso {{tmp\|Bio}} che ne segnala la mancanza. Se i dati riportati sono sbagliati, correggi direttamente la voce biografica; le modifiche saranno visibili in questa lista entro pochi giorni. Per chiarimenti vedi il progetto antroponimi. La lista contiene solo le 60 persone che sono citate nell'enciclopedia e per le quali è stato implementato correttamente il template Bio. Pagina aggiornata al 22 lug 2025. |

Questa è una lista di persone presenti nell'enciclopedia che hanno il nome Florian e sono calciatori.

## A(1)
- Florian Ayé, calciatore francese (Parigi, n. 1997)

## B(3)
- Florian Ballas, calciatore tedesco (Saarbrücken, n. 1993)
- Florian Bohnert, calciatore lussemburghese (Lussemburgo, n. 1997)
- Florian Boucansaud, ex calciatore francese (Noisy-le-Sec, n. 1981)

## C(1)
- Florian Chabrolle, calciatore francese (Montmorency, n. 1998)

## D(4)
- Florian Danho, calciatore francese (Tolosa, n. 2000)
- Florian David, calciatore francese (Champigny-sur-Marne, n. 1992)
- Florian Dick, ex calciatore tedesco (Bruchsal, n. 1984)
- Florian Dietz, calciatore tedesco (Bad Neustadt an der Saale, n. 1998)

## F(4)
- Florian Flecker, calciatore austriaco (Voitsberg, n. 1995)
- Florian Flick, calciatore tedesco (Mannheim, n. 2000)
- Florian Bianchini, calciatore francese (Reims, n. 2001)
- Florian Fromlowitz, ex calciatore tedesco (Kaiserslautern, n. 1986)

## G(1)
- Florian Grillitsch, calciatore austriaco (Neunkirchen, n. 1995)

## H(4)
- Florian Hart, ex calciatore austriaco (Linz, n. 1990)
- Florian Hartherz, calciatore tedesco (Offenbach am Main, n. 1993)
- Florian Hoxha, calciatore svizzero (Bülach, n. 2001)
- Florian Hübner, calciatore tedesco (Wiesbaden, n. 1991)

## J(4)
- Florian Jamnig, calciatore austriaco (Innsbruck, n. 1990)
- Florian Jaritz, calciatore austriaco (Klagenfurt am Wörthersee, n. 1997)
- Florian Jozefzoon, calciatore olandese (Saint-Laurent-du-Maroni, n. 1991)
- Florian Jungwirth, ex calciatore tedesco (Gräfelfing, n. 1989)

## K(8)
- Florian Kainz, calciatore austriaco (Graz, n. 1992)
- Florian Kamberi, calciatore svizzero (Lachen, n. 1995)
- Florian Kastenmeier, calciatore tedesco (Ratisbona, n. 1997)
- Florian Kath, calciatore tedesco (Balingen, n. 1994)
- Florian Klein, ex calciatore austriaco (Linz, n. 1986)
- Florian Kleinhansl, calciatore tedesco (Nürtingen, n. 2000)
- Florian Kringe, ex calciatore tedesco (Siegen, n. 1982)
- Florian Krüger, calciatore tedesco (Staßfurt, n. 1999)

## L(4)
- Florian Lapis, calciatore francese (Saint-Denis, n. 1993)
- Florian Lechner, ex calciatore tedesco (Ellwangen, n. 1981)
- Florian Lejeune, calciatore francese (Istres, n. 1991)
- Florian Loshaj, calciatore kosovaro (Skënderaj, n. 1996)

## M(8)
- Florian Mader, ex calciatore austriaco (Innsbruck, n. 1982)
- Florian Makhedjouf, ex calciatore francese (Ivry-sur-Seine, n. 1991)
- Florian Marange, ex calciatore francese (Bruges, n. 1986)
- Florian Martin, calciatore francese (Lorient, n. 1990)
- Florian Maurice, ex calciatore francese (Sainte-Foy-lès-Lyon, n. 1974)
- Florian Miguel, calciatore francese (Bruges, n. 1996)
- Florian Mohr, ex calciatore tedesco (Amburgo, n. 1984)
- Florian Müller, calciatore tedesco (Saarlouis, n. 1997)

## N(4)
- Florian Narcissot, calciatore francese (n. 1991)
- Florian Neuhaus, calciatore tedesco (Landsberg am Lech, n. 1997)
- Florian Neuhold, ex calciatore austriaco (Weinitzen, n. 1993)
- Florian Niederlechner, calciatore tedesco (Ebersberg, n. 1990)

## P(2)
- Florian Pick, calciatore tedesco (Wittlich, n. 1995)
- Florian Pinteaux, ex calciatore francese (Creil, n. 1992)

## R(3)
- Florian Raspentino, calciatore francese (Marignane, n. 1989)
- Florian Rieder, calciatore austriaco (n. 1996)
- Florian Riza, ex calciatore albanese (Tirana, n. 1969)

## S(3)
- Florian Sittsam, calciatore austriaco (Deutschlandsberg, n. 1994)
- Florian Sotoca, calciatore francese (Narbona, n. 1990)
- Florian Stahel, ex calciatore svizzero (Zurigo, n. 1985)

## T(4)
- Florian Tardieu, calciatore francese (Istres, n. 1992)
- Florian Taulemesse, calciatore francese (Bagnols-sur-Cèze, n. 1986)
- Florian Thauvin, calciatore francese (Orléans, n. 1993)
- Florian Trinks, ex calciatore tedesco (Gera, n. 1992)

## V(1)
- Florian Valot, calciatore francese (Pau, n. 1993)

## W(1)
- Florian Wirtz, calciatore tedesco (Pulheim, n. 2003)